# Felix Nussbaum

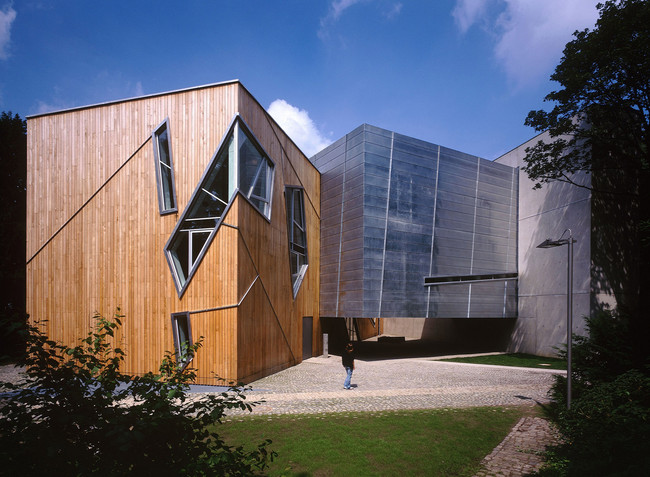
Muzeum Feliksa Nussbauma w Osnabrücku, według projektu Daniela Libeskinda

Felix Nussbaum (ur. 11 grudnia 1904 w Osnabrücku, zm. 2 sierpnia 1944 w KL Birkenau) – niemiecki malarz  pochodzenia żydowskiego, przedstawiciel Nowej Rzeczowości; mąż malarki Felki Płatek; ofiara Holocaustu.

## Życiorys
Urodził się jako drugi syn handlowca Philippa Nussbauma i jego żony Racheli van Dijk. Jego ojciec amatorsko malował. W 1922 Felix Nussbaum rozpoczął studia malarskie w hamburskiej Szkole Rzemiosła Artystycznego i kontynuował je do 1930 w berlińskiej szkole Arthura Lewina-Funke, a następnie w Szkole Sztuk Pięknych i Stosowanych w Berlinie, u Paula Plontkego, Césara Kleina i Hansa Meida.
Nussbaum wystawiał z powodzeniem w berlińskich galeriach. Sukcesem okazał się obraz Der tolle Platz (Szalony Plac). Chodziło o plac przed Bramą Brandenburską, nawiązujący do Wydziału Sztuk Pięknych Pruskiej Akademii i jej prezesa Maxa Liebermanna. Obraz przyniósł mu roczne stypendium w rzymskiej Villi Massimo (1932/1933); towarzyszyła mu tam jego przyszła żona, malarka Felka Płatek, którą poznał w Berlinie w 1927.
Po objęciu władzy przez nazistów w 1933, Nussbaum i Płatek znaleźli azyl we Włoszech, potem we Francji, a od 1937 w Brukseli, gdzie się pobrali, co miało pomóc w legalizacji pobytu w Belgii. W dwa dni po wkroczeniu wojsk niemieckich Nussbaum został aresztowany przez władze belgijskie i przekazany do obozu internowanych w Saint-Cyprien (Pireneje Wschodnie) na południu Francji, skąd udało mu się uciec. Powróciwszy do Brukseli spotkał się z żoną. Oboje ukryli się u znajomego handlarza dziełami sztuki, ale wskutek donosu zostali aresztowani, uwięzieni w obozie Mechelen, a następnie wywiezieni do obozu zagłady KL Birkenau (Auschwitz II), gdzie zostali zamordowani 2 sierpnia 1944.
Felix Nussbaum malował obrazy do ostatnich dni przed uwięzieniem, tworząc kronikę lat Zagłady. Obrazy te ocalały i w znacznej części znajdują się w zbiorach poświęconego mu muzeum w Osnabrück, zbudowanego według projektu Daniela Libeskinda i otwartego 16 lipca 1998.

## Galeria

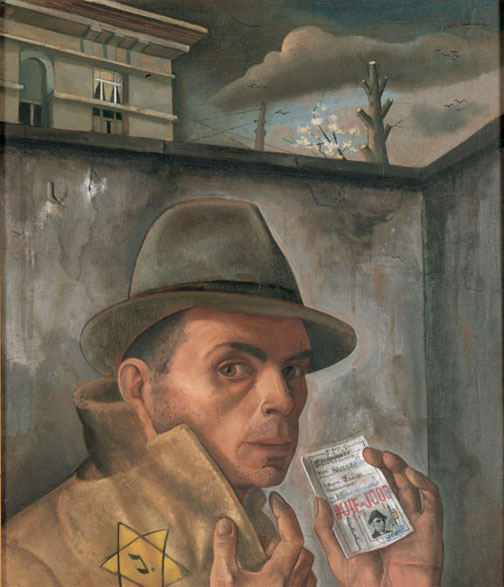
Selbstporträt mit Judenpaß
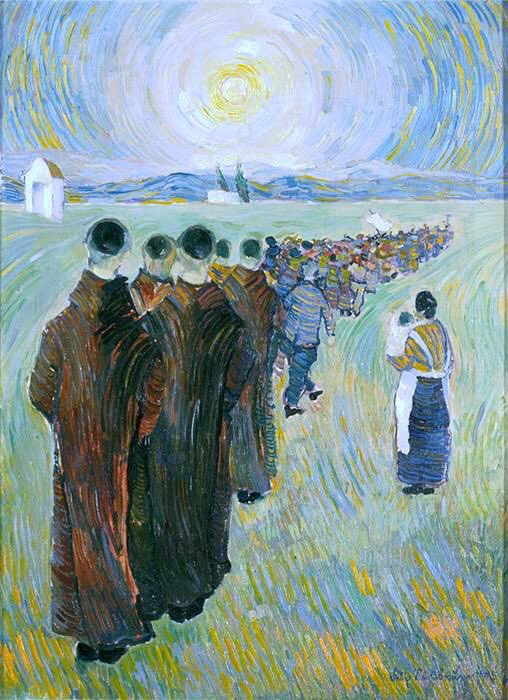
Remembering Grüßau
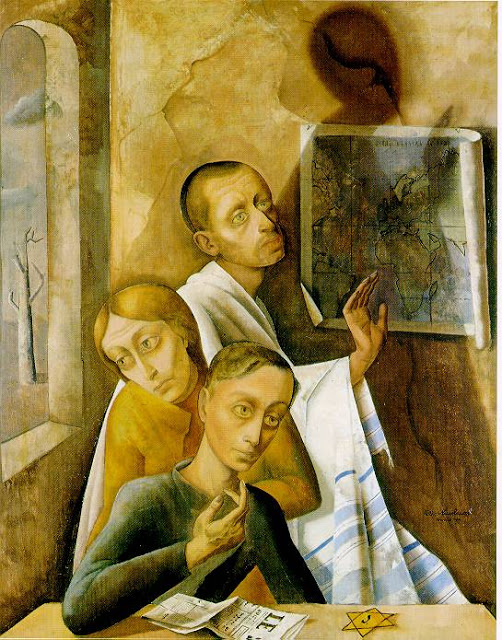
Dreiergruppe
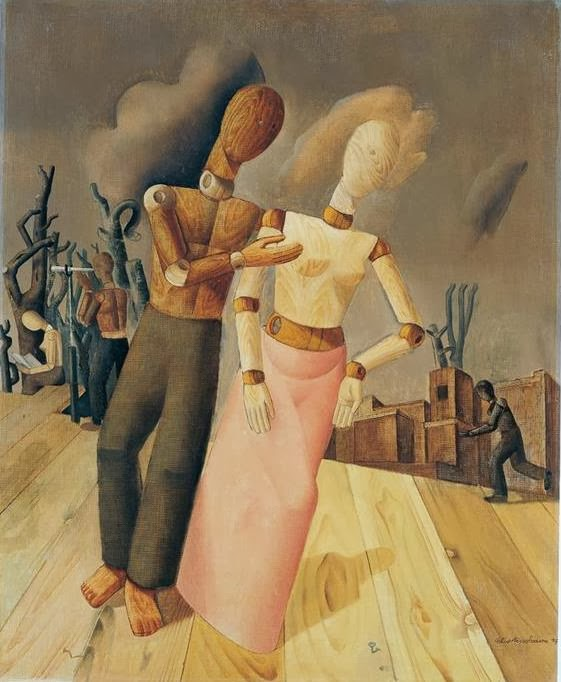
Puppets
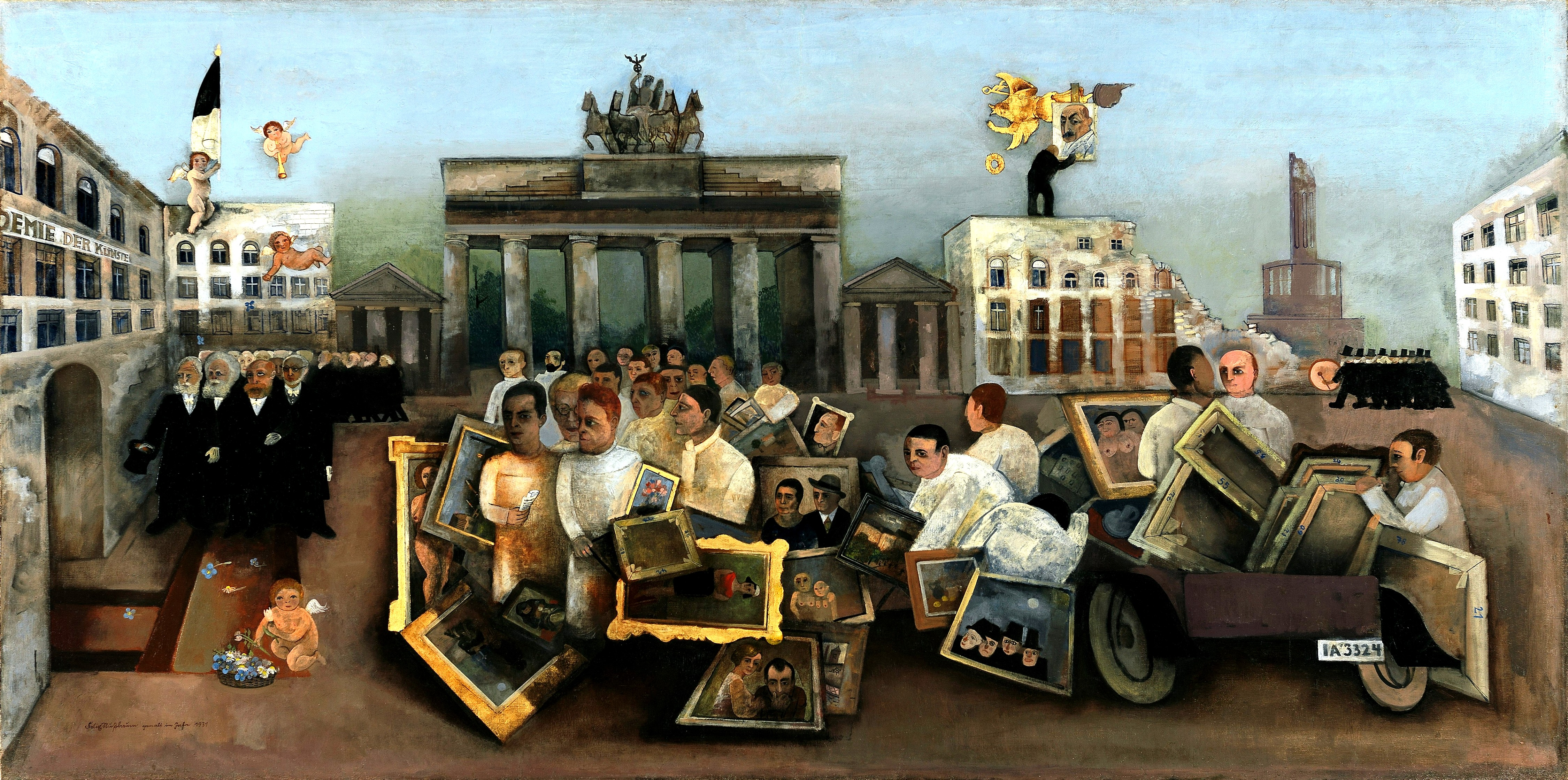
Der tolle Platz

## Linki zwenętrzne
- Muzeum Feliksa Nussbauma. osnabrueck.de. [zarchiwizowane z tego adresu (2012-01-04)].
- Felix Nussbaum – dyskusja na FŻP
- Katalog dzieł Feliksa Nussbauma. felix-nussbaum.de. [zarchiwizowane z tego adresu (2012-01-21)].
- Felka Platek i Felix Nussbaum. Ich drogi życia spotkały się w Berlinie
- Eine Künstlerische Begegnung – die Malerin Felka Platek trifft Felix Nussbaum